# Miroslav Chytra
Miroslav Chytra (* 20. května 1968) je bývalý český fotbalista, obránce.

## Fotbalová kariéra
Hrál za Bohemians Praha, SKP Union Cheb a FK Teplice. V československé a české lize nastoupil k 99 utkáním a dal 1 gól.

## Ligová bilance
| Ročník                                   | Zápasy | Góly | Klub            |
| ---------------------------------------- | ------ | ---- | --------------- |
| 1. československá fotbalová liga 1989/90 | 11     | 0    | Bohemians Praha |
| 1. československá fotbalová liga 1990/91 | 12     | 0    | Bohemians Praha |
| 1. československá fotbalová liga 1991/92 | 9      | 0    | Bohemians Praha |
| 1. československá fotbalová liga 1991/92 | 14     | 0    | SKP Union Cheb  |
| 1. československá fotbalová liga 1992/93 | 22     | 0    | Bohemians Praha |
| 1. česká fotbalová liga 1993/94          | 8      | 0    | Bohemians Praha |
| 1. česká fotbalová liga 1996/97          | 23     | 1    | FK Teplice      |
| CELKEM                                   | 162    | 4    |                 |